# Jonathan Lastra
Jonathan Lastra Martínez (* 3. Juni 1993 in Bilbao) ist ein spanischer Radrennfahrer.

## Sportlicher Werdegang
Seine Karriere im Radsport begann Lastra beim Cyclocross. Von 2011 bis 2014 vertrat er Spanien bei den UCI-Cyclocross-Weltmeisterschaften, in der Saison 2012/2013 und der Saison 2013/14 wurde er jeweils Spanischer Meister in der U23.
2014 wurde Lastra Mitglied bei den Amateuren von Caja Rural-Seguros RGA, international trat er auf der Straße erstmals in der Saison 2015 in Erscheinung. Zur Saison 2016 wurde er in das Professional Continental Team von Caja Rural-Seguros übernommen, für das er bis heute fährt. Seit 2018 nahm er jedes Jahr an der Vuelta a España und beendete diese dreimal. 2019 verpasste er auf der elften Etappe als Zweiter nur knapp den Sieg. In der Saison 2019 erzielte Lastra den ersten Sieg als Profi, als er die Classica da Arrábida gewann. In der Saison 2022 konnte er mit dem Gewinn der ersten Etappe beim Grande Prémio Internacional de Torres Vedras einen weiteren Erfolg seinem Palmarès hinzufügen.
Nach sieben Jahren beim Team Caja Rural-Seguros wechselte Lastra zur Saison 2023 zum UCI WorldTeam Cofidis. Das bisher beste Ergebnis für das team Cofidis ist ein dritter Etappenrang beim Arctic Race of Norway 2023. 

## Erfolge

### Straße
2019
- Classica da Arrábida

2022
- eine Etappe Grande Prémio Internacional de Torres Vedras

### Cyclocross
2012/2013
- Spanischer Meister (U23)

2013/2014
- Spanischer Meister (U23)

## Grand-Tour-Platzierungen
| Grand Tour            | 2018 | 2019 | 2020 | 2021 | 2022 | 2023 | 2024 | 2025 |
| --------------------- | ---- | ---- | ---- | ---- | ---- | ---- | ---- | ---- |
| Giro d’ItaliaGiro     | –    | –    | –    | –    | –    | 35   | –    | 65   |
| Tour de FranceTour    | –    | –    | –    | –    | –    | –    | –    |      |
| Vuelta a EspañaVuelta | 123  | 101  | 61   | DNF  | –    | –    | DNF  |      |